# Plantago rancaguae
Plantago rancaguae là một loài thực vật có hoa trong họ Mã đề. Loài này được Steud. miêu tả khoa học đầu tiên.